# Ju Linšjang
Ju Linšjang (kitajsko: 喻林祥; pinjin: Yù Línxiáng), kitajski general, * januar 1945, Jingčeng, Hubej, Kitajska.
Ju Linšjang, general (Šang Džjang), je trenutno poveljnik Ljudske oborožene policije.
Bil je tudi član 17. centralnega komiteja Komunistične partije Kitajske.